# Luisa Casati

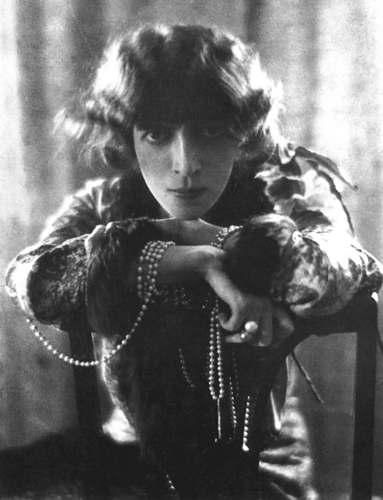
Markiezin Luisa Casati, 'Parels', foto van Adolph de Meyer, 1912

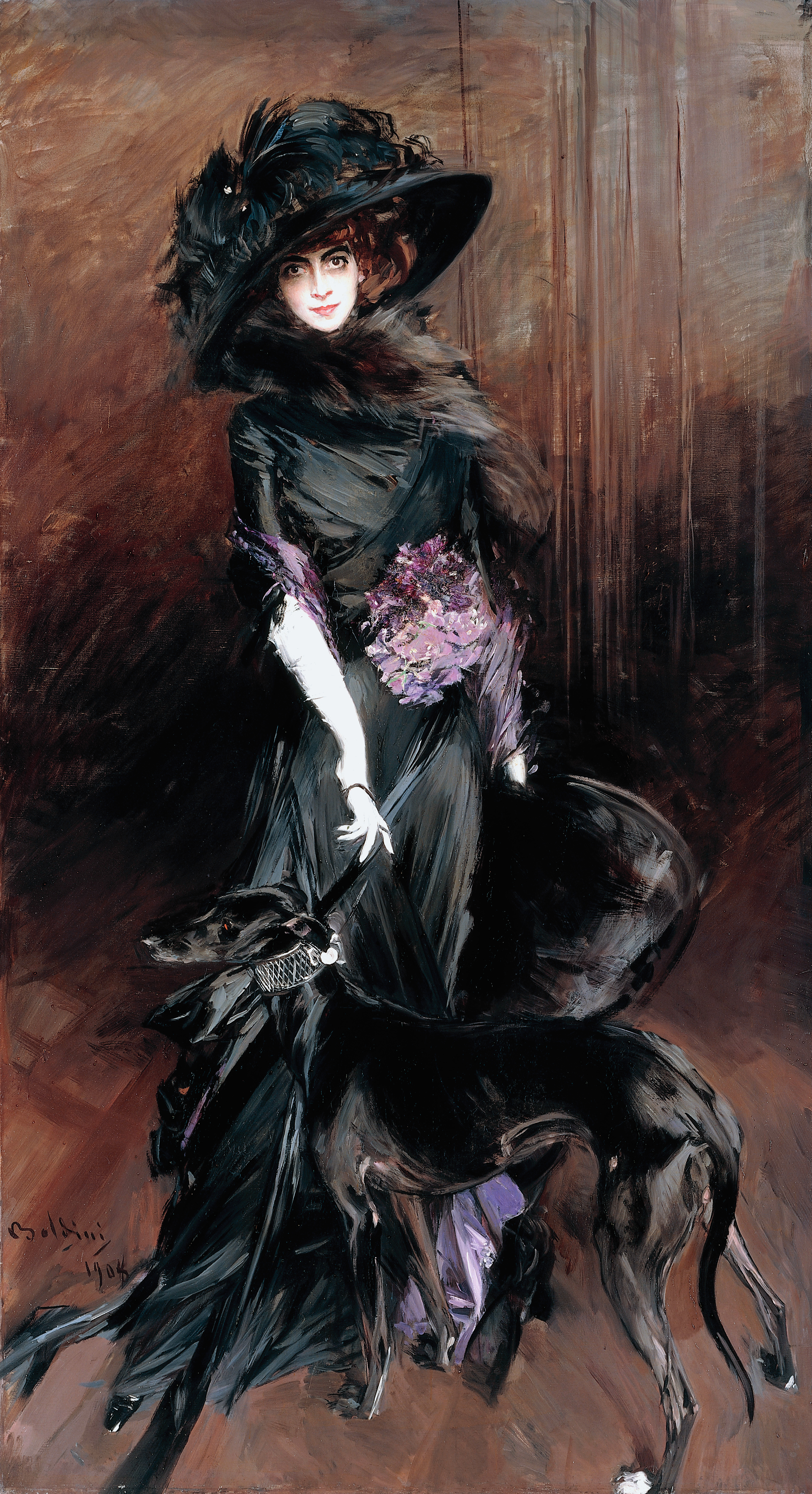
Giovanni Boldini

Luisa Casati Stampa di Soncino, Marchesa di Roma, geboren Amman (Milaan, 23 januari 1881 - Londen, 1 juni 1957) was een excentrieke rijke Italiaanse erfgename, mecenas en mode-icoon. Ze behoorde tot de bekendste vrouwen uit de Europese 'high society' uit het begin van de twintigste eeuw.

## Leven
Luisa was de dochter van graaf Alberto Amman, een rijke Italiaanse textielfabrikant, en zijn vrouw Lucia Bressi. Ze kreeg een brede opleiding, met veel aandacht ook voor omgangvormen, en gold als bijzonder intelligent. Haar moeder overleed toen ze dertien was en twee jaar later stierf haar vader, waarna ze samen met haar zus Francesca tot de rijkste vrouwen van Italië werd gerekend.
In 1900 huwde Luisa Camillo Casati Stampa di Soncino, Marchese di Roma (1877–1946), met wie ze een dochter kreeg, Christina (1901–1953). Het bleek echter geen goed huwelijk en tot de dood van haar man in 1946 leefden de echtelieden grotendeels gescheiden.

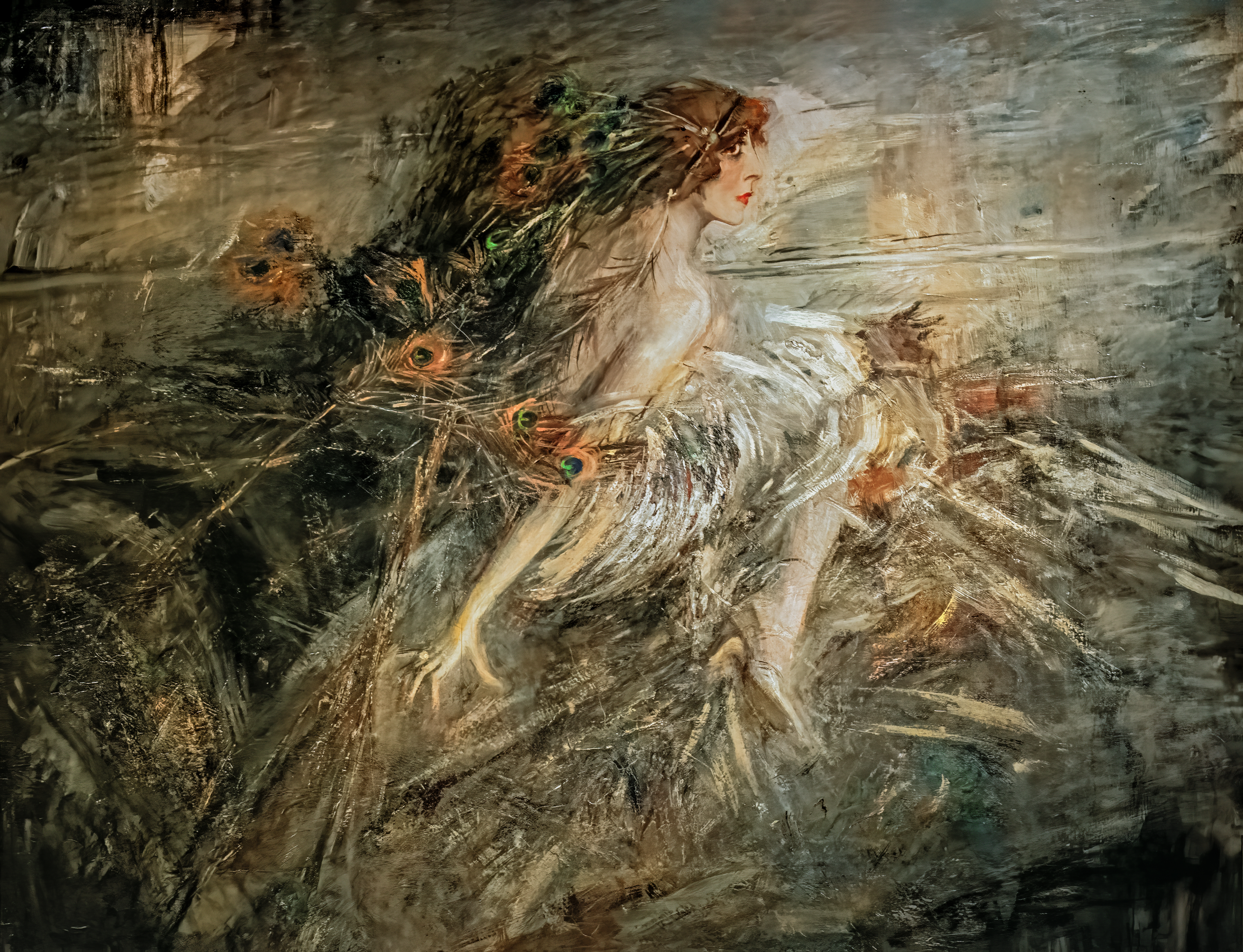
Giovanni Boldini: Portret van de markiezin, 1914

### Flamboyante levensstijl
In 1903 leerde Luisa de schrijver Gabriele d'Annunzio kennen, met wie ze een jarenlange verhouding kreeg. D'Annunzio vereeuwigde haar in zijn roman Forse che sì forse che no. Tussen 1903 en 1913 reisde ze veel door Europa en verkeerde in kringen van de hoogste adel en de high society van Londen, Parijs, Venetië, Rome, Capri en München. Haar leven vulde zich met spraakmakende bals, banketten en feesten, die ze vaak zelf organiseerde. Haar excentrieke verschijning en de schandalen over haar liefdesleven haalden met grote regelmaat kranten en tijdschriften. Ze kleedde zich altijd in weelderige japonnen en kwam openlijk uit voor haar biseksuele geaardheid. Spraakmakend was een grotesk kostuumfeest in de stijl van de achttiende eeuw dat ze in 1913 in Venetië organiseerde in het Palazzo Venier dei Leoni aan de Canal Grande, dat ze kort daarvoor had gekocht. In Venetië wandelde ze regelmatig over straat met twee jachtluipaarden aan de lijn. Ook hield ze slangen in haar huis.

### Muze en model
Luisa Casati was de muze en mecenas van veel jonge kunstenaars, onder wie de Italiaanse futuristen Filippo Tommaso Marinetti, Fortunato Depero en Umberto Boccioni. Ze gold als een van de meest geportretteerde vrouwen uit haar tijd. Een bekende uitspraak van haar was: ik wil een levend kunstwerk zijn. Ze werd ook wel een vrouwelijke dandy genoemd en kon het bijvoorbeeld uitstekend vinden met de schrijver-dichter-dandy Robert de Montesquiou.

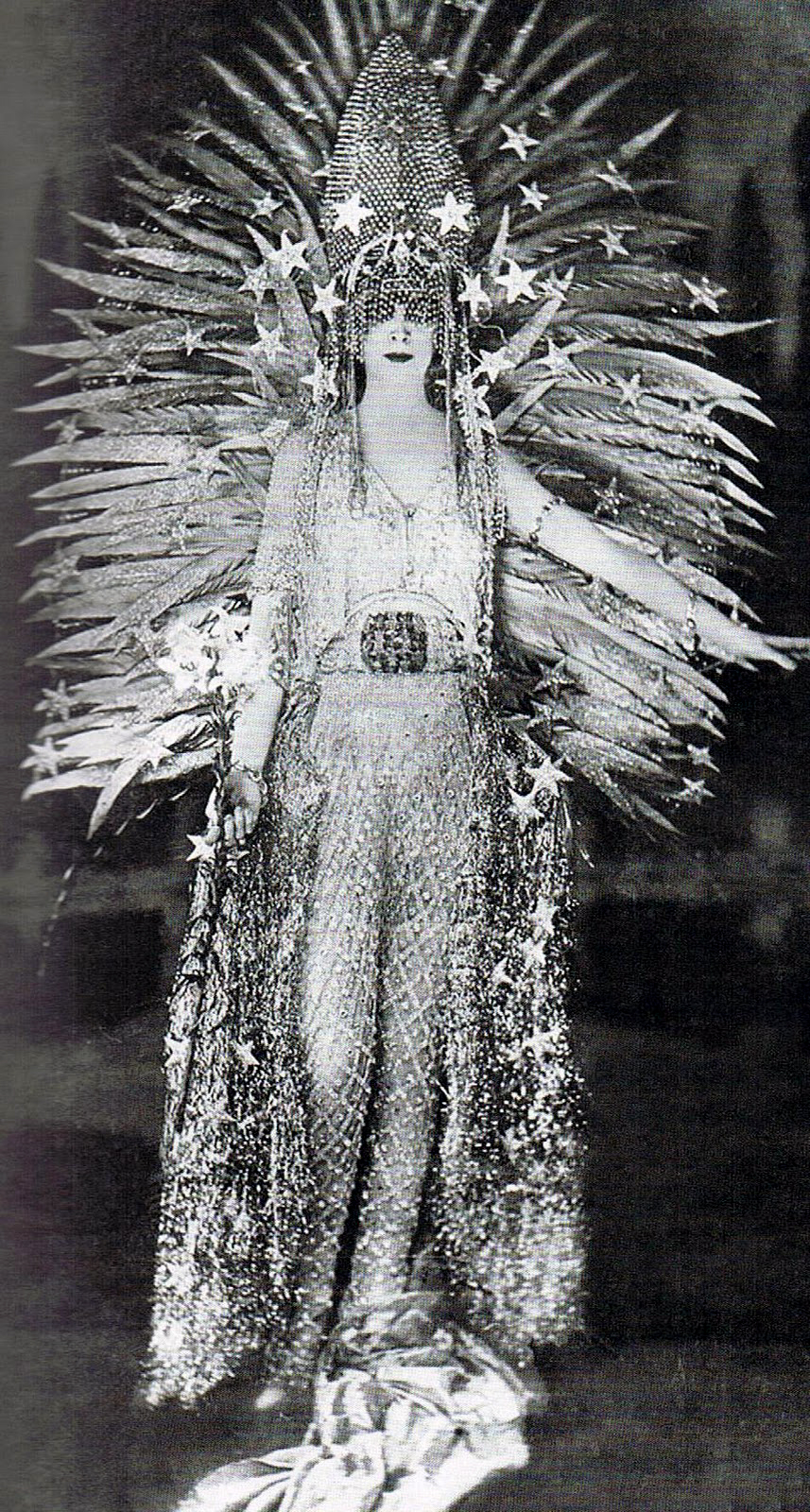
Als mode-icoon, kostuum Leon Bakst, 'koningin van het licht', Parijs, 1922

Tot de kunstenaars die Luisa Casati schilderden of fotografeerden behoren Giovanni Boldini, Augustus John, Kees van Dongen, Romaine Brooks, Ignacio Zuloaga, Giacomo Balla, Jacob Epstein, Man Ray en Adolph de Meyer. De schrijvers Tennessee Williams en Jack Kerouac lieten zich door haar inspireren. Haar fameuze japonnen werden ontworpen door Léon Bakst, Paul Poiret, Mariano Fortuny en Erté. Op het gebied van de mode gold ze als een van de belangrijkste trendsetters van haar tijd. Ook Yves Saint Laurent liet zich nog steeds door haar inspireren, evenals hedendaagse ontwerpers als John Galliano en Tom Ford.

### Laatste jaren
Het vermogen van Casati bleek uiteindelijk niet onuitputtelijk. Mede door haar exuberante levensstijl en een aantal verkeerde investeringen bleek ze in 1930 plotseling een miljoenenschuld te hebben. Om haar schuldeisers te ontlopen nam ze de wijk naar Londen, waar ze tot haar dood in 1957 in relatieve armoede leefde, ondersteund door vrienden. Ze werd begraven in Brompton Cemetery.

## Postuum
Het leven van Casati werd meermaals verfilmd, onder meer met Vivien Leigh (1965) en Ingrid Bergman in de hoofdrol. Op 21 maart 2020 ging Ritratto in première bij De Nationale Opera: een opera van Willem Jeths over het leven van Luisa Casati.